# Ormoiche
Ormoiche település Franciaországban, Haute-Saône megyében. Lakosainak száma 68 fő (2022. január 1.). Ormoiche Hautevelle, Breuches, Francalmont és Sainte-Marie-en-Chaux községekkel határos.

## Népesség
A település népességének változása:
| Lakosok száma | 68   | 67   | 70   | 65   | 66   | 66   | 67   | 68   | 68   |
|               | 2013 | 2015 | 2016 | 2017 | 2018 | 2019 | 2020 | 2021 | 2022 |